# ريكس شابمان
ريكس شابمان (بالإنجليزية: Rex Chapman)‏ مواليد 5 أكتوبر 1967 في بولينغ غرين، هو لاعب كرة سلة أمريكي سابق بدأ مسيرته الاحترافية في سنة 1988. يبلغ طوله 6 قدم 4 بوصة (1.9 م). اعتزل اللعب في 2000.

## فرق لعب لها
- شارلوت هورنتس
- واشنطن ويزاردز
- ميامي هيت
- فينيكس صنز

## روابط خارجية
- ريكس شابمان على موقع إن بي أي (الإنجليزية)
- ريكس شابمان على موقع سبورتس رفرنس (الإنجليزية)
- ريكس شابمان على موقع كرة السلة الأوروبية.كوم (الإنجليزية)
- ريكس شابمان على موقع كلية كرة السلة في سبورتس رفرنس.كوم (الإنجليزية)
- ريكس شابمان على موقع ريلجم (الإنجليزية)
- ريكس شابمان على موقع بروبوليرز (الإنجليزية)